# Хартман фон Лобдебург
Хартман фон Лобдебург (на немски: Hartmann von Lobdeburg, Herr zu Lobdeburg-Elsterberg; † сл. 1237) от род Лобдебург е господар на Лобдебург и Елстерберг.
Той е син на граф Херман фон Лобдебург († сл. 1227). Внук е на граф Ото фон Лобдебург-Алерхайм († сл. 1166) и правнук на граф Хартман I фон Алерхайм († сл. 1133). Роднина е на Рабодо фон Лобдебург († сл. 1176), епископ на Шпайер (1173 – 1176), на Ото I фон Лобдебург († 1223), епископ на Вюрцбург (1207 – 1223), и на Херман I фон Лобдебург, епископ на Вюрцбург (1225 – 1254). Брат е на Херман фон Лобдебург-Лойхтенберг († сл. 1256).

## Фамилия
Хартман фон Лобдебург се жени за Кристина фон Майсен († сл. 1251) от род Ветини, дъщеря на маркграф Албрехт I Горди фон Майсен (1158 – 1195) и принцеса София от Бохемия († 1195), дъщеря на херцог Фридрих от Бохемия от род Пршемисловци. Те имат децата:
- Ото фон Арншаугк († 2 юли 1289), женен за фон Шварцбург
- Албрехт фон Лобдебург († сл. 1281), катедрален провост и архдякон на Вюрцбург, капитулар на Хамберг
- Херман фон Елстерберг († сл. 1273); баща на Буркхард фон Елстерберг († 1303)
- София фон Лобдебург († сл. 1273), омъжена за бургграф Дитрих IV фон Капелендорф († 20 септември 1267); родители на бургграф Ото I (IV) фон Кирхберг († сл. 21 март 1308)
- дъщеря (София фон Лобдебург-Арншаугк) († пр. 1323), омъжена за бургграф Майнхер III фон Майсен († сл. 19 май 1297)